# Vaccinium cercidifolium
Vaccinium cercidifolium är en ljungväxtart som beskrevs av J. J.Smith. Vaccinium cercidifolium ingår i Blåbärssläktet, och familjen ljungväxter. Inga underarter finns listade i Catalogue of Life.